# Parastomonema papillosum
Parastomonema papillosum is een rondwormensoort uit de familie van de Siphonolaimidae. De wetenschappelijke naam van de soort is voor het eerst geldig gepubliceerd in 2006 door Kito & Aryuthaka.